# 돌가리기
돌가리기는 바둑에서 대국 시작전 흑번과 백번을 가리는 것이다. 한 사람이 백돌 여러개를 한 움큼 잡고 나머지 한 사람이 홀수인지 짝수인지를 맞힌다. 맞히면 나머지 맞힌 사람이 흑번과 백번 중 선택하고 못 맞히면 백돌을 집은 사람이 흑번과 백번을 먼저 선택한다.